# 斯柯達1911年式7.5公厘野戰炮
斯柯達1911年式7.5公厘野戰炮（英語：Škoda 7.5 cm d/29 Model 1911）是奧匈帝國的斯柯達公司為了外銷中華民國而製造的野戰炮，但因為第一次世界大戰的緣故最後未能交貨，而是輾轉在幾個歐洲國家使用，並服役至1930年代。

## 簡介
20世紀初，奧匈帝國軍隊已經決定採用更先進設計的現代化後膛裝填速射炮取代19世紀末研製的野戰炮，為了軍方的需求，斯柯達公司位於比爾森的工廠在1900至1904年間研製出多款原型樣炮供奧匈帝國陸軍測試，然而奧匈帝國軍方高層的政治鬥爭，使得帝國炮兵更換新火炮的進度遭到推延。政治鬥爭的也連帶影響到替換版本的火炮選材，在材料特性上已經不如現代碳鋼與鎳鋼的鋼青銅仍然被奧匈帝國軍方選用為火炮炮管材料。
不過，斯柯達所產製的現代化火炮被東方的清朝軍人所注意，在1911年時，清朝軍方下訂了若干原型炮進行測試，斯柯達代號K／1911。K／1911的技術原型為奧匈帝國在1907年服役的M.05式8公分野戰炮，它納入了現代化火炮的所有技術，包括鎳鋼製炮管、使用彈簧蓄能開闔的水平滑鍥式炮閂、液壓彈簧混合式制退復進機、甚至配備有戈爾茲公司製造的週視望遠鏡，可進行視距外間接曲射炮擊。斯柯達將原型炮送達中國，並在當地進行了一系列測試後，1913年袁世凱執政的北京國民政府肯定此門炮的價值，認為它在性能上和之前採購的德國野炮差距不大，但價格比德國炮要便宜，採購預算是運用善後大借款獲得的資金向奧匈帝國訂購了此型火炮，數量不明，中國稱之為史高達野砲。北京政府在1913年與1914年分別向斯柯達訂購過火炮，1913年的訂單紀錄目前尚未被發掘，1914年的訂單包括24門K／1911、48門75公厘山炮、18門105公厘榴彈炮、18門150公厘榴彈炮。
1913年簽訂的第一批訂單在1914年完成，由巴伐利亞號輪船運輸。在船隻經過拿坡里時，第一次世界大戰爆發。作為與奧匈帝國宣戰的敵對國，義大利扣押船隻之後，奪取了這些火炮，在義大利這批火炮稱為「13式7.5公分野戰炮」（7,5 cm Vz. 13），第二批生產的火炮有24門，因一戰白熱化，奧匈帝國極度缺乏火炮武器的情況下毀棄訂單，將火炮編入部隊使用，稱為「11式火炮」（Kanony vz. 11）。
第一次世界大戰結束後，奧匈帝國解體，殘存的1911年式野戰炮移交給捷克斯洛伐克陸軍，在1938年還有6門作為庫存兵器儲備，目前在布拉格軍事歷史研究所蒐藏了自斯柯達工廠轉移的2門。另外倖存的1911年式是由羅馬尼亞擄獲的奧匈帝國戰利品，在羅馬尼亞國家軍事博物館與默勒謝什蒂紀念陵展示。

## 照片

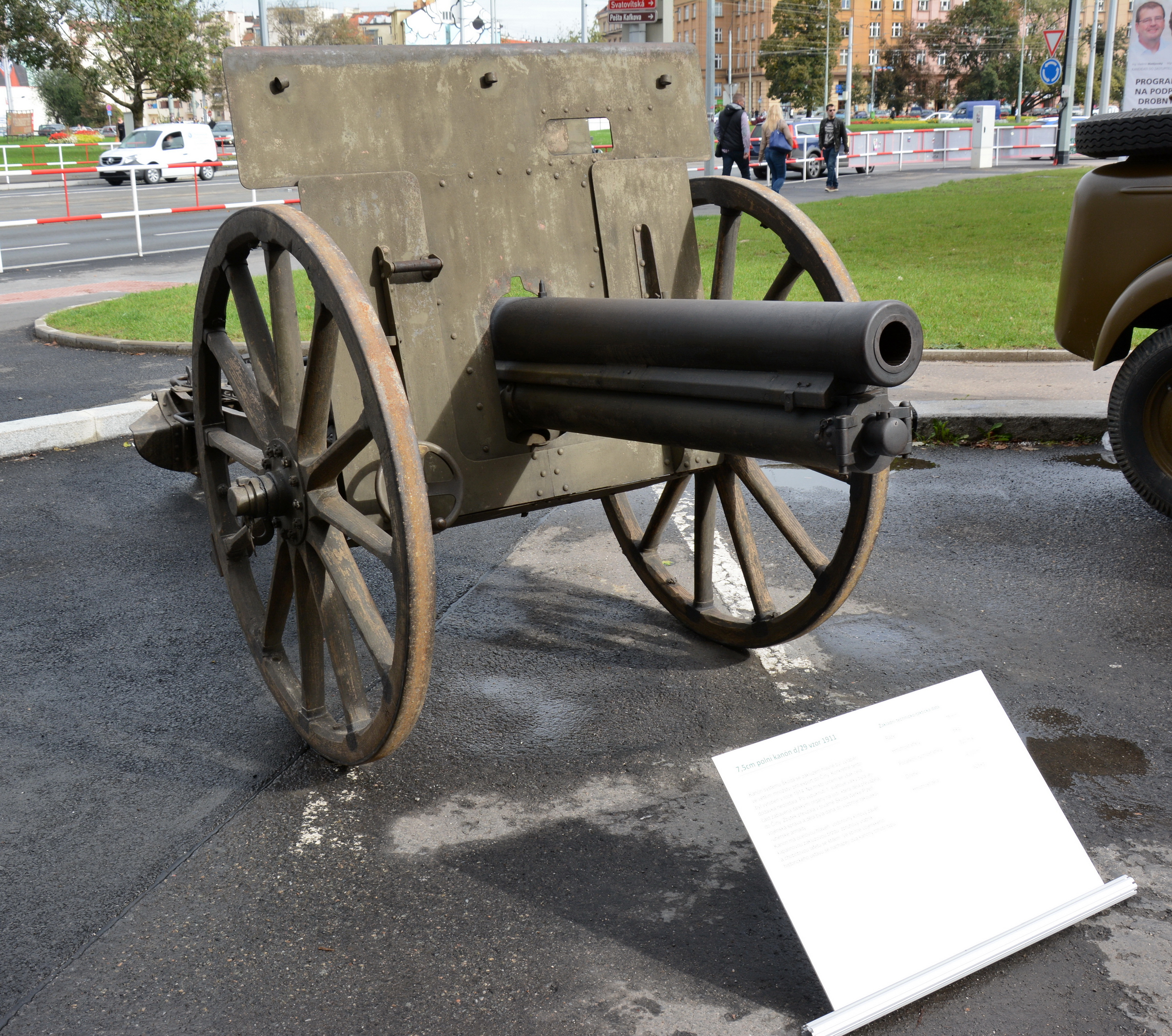
前視圖
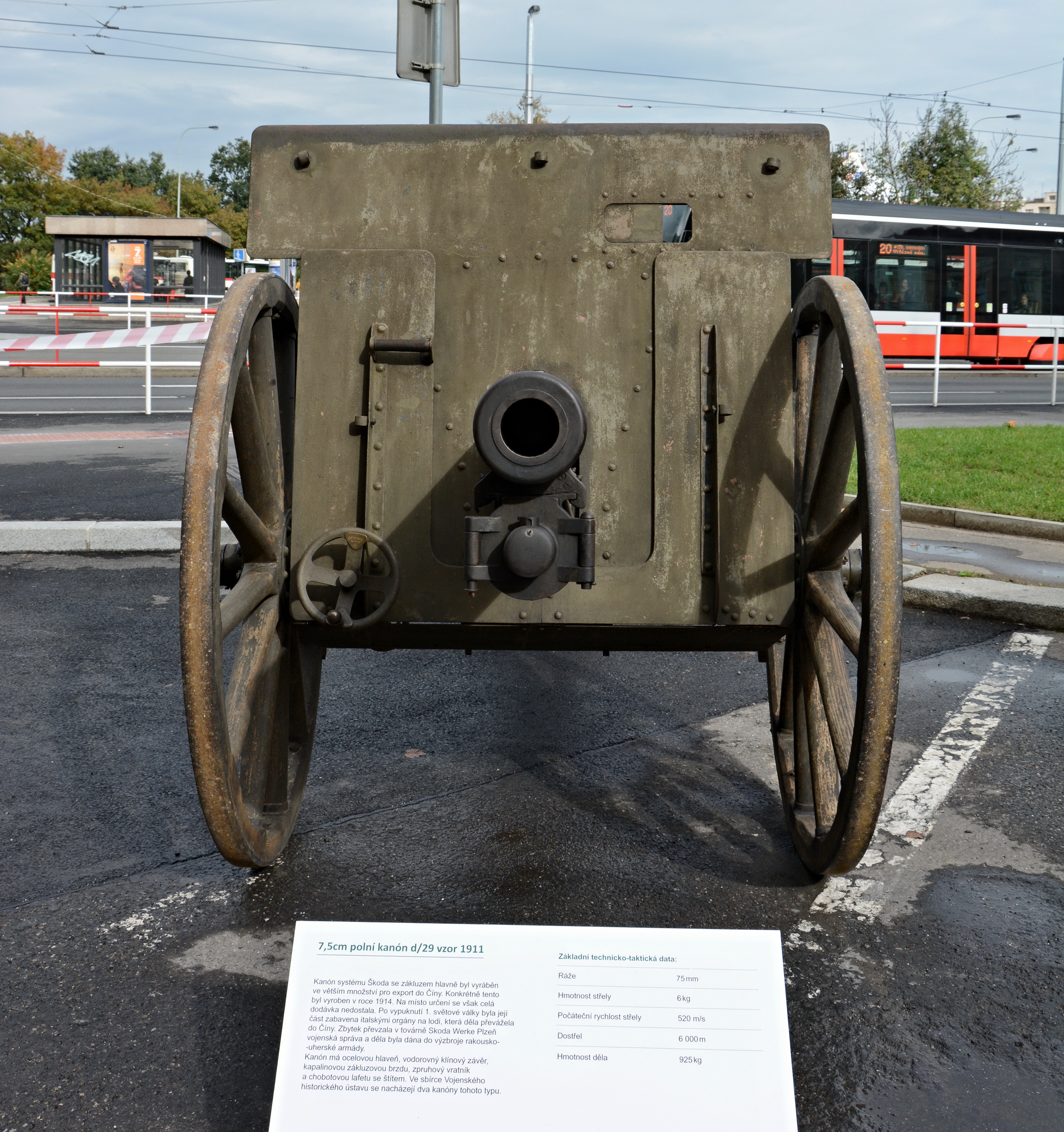
正面照片
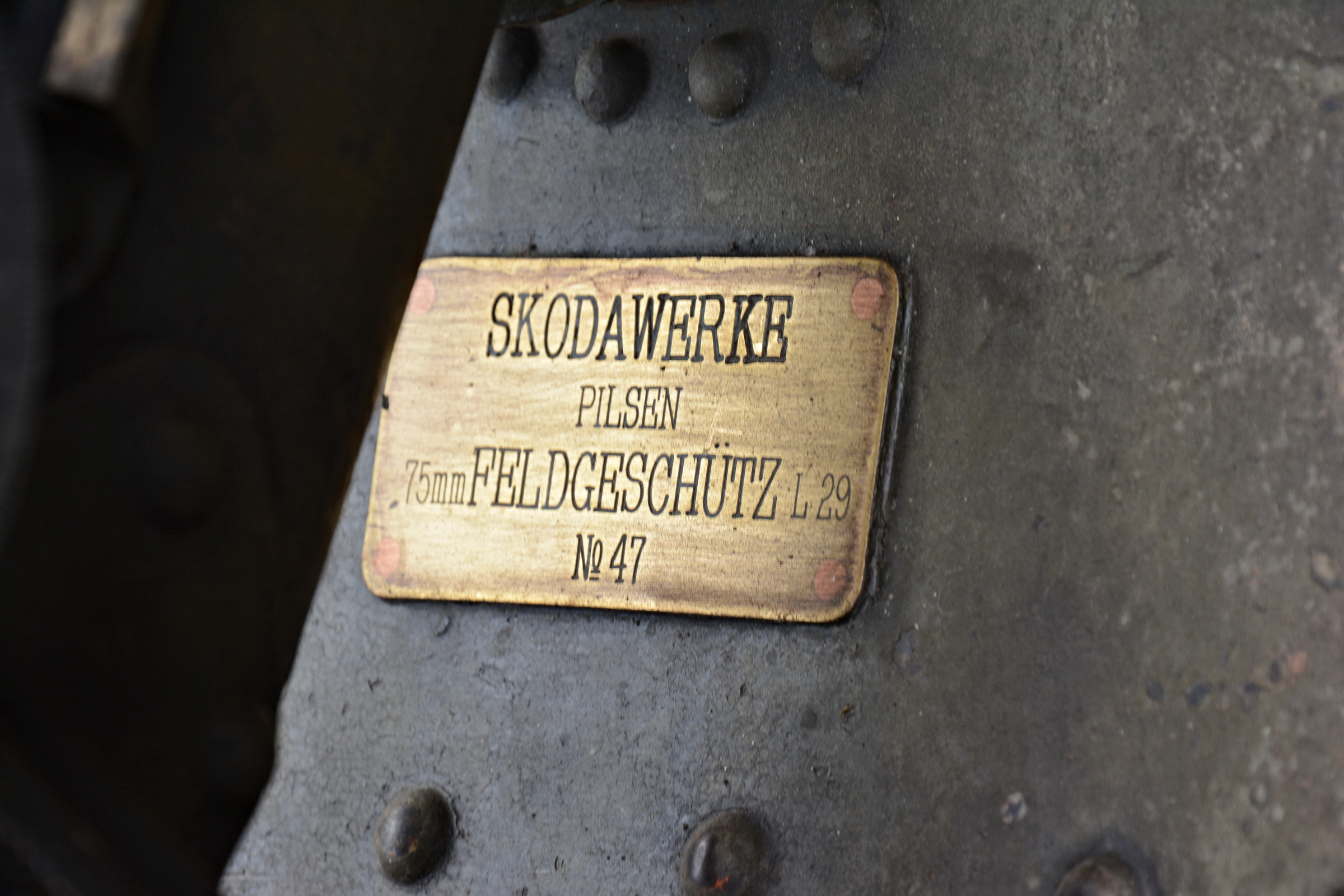
生產銘牌
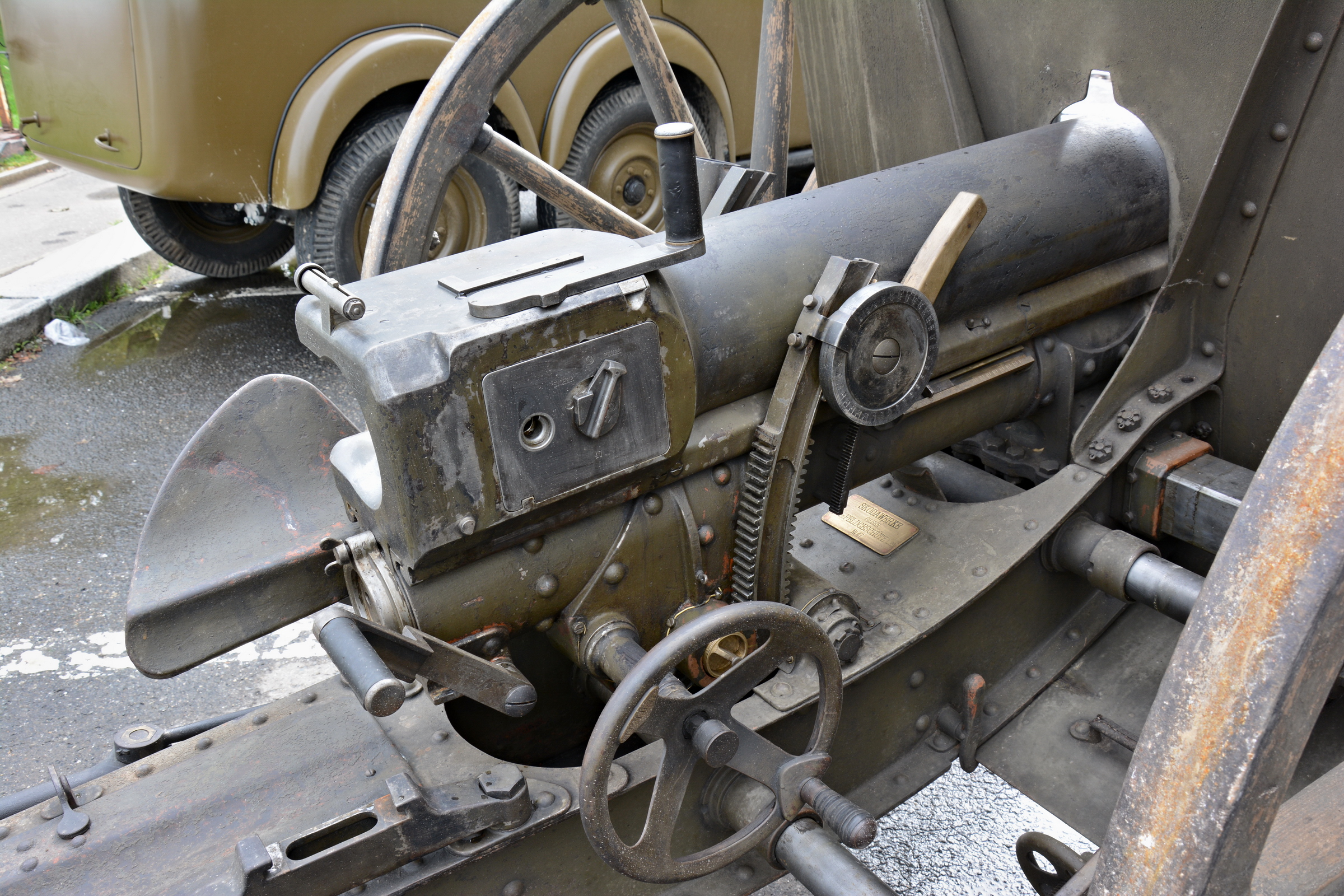
火炮右側照片
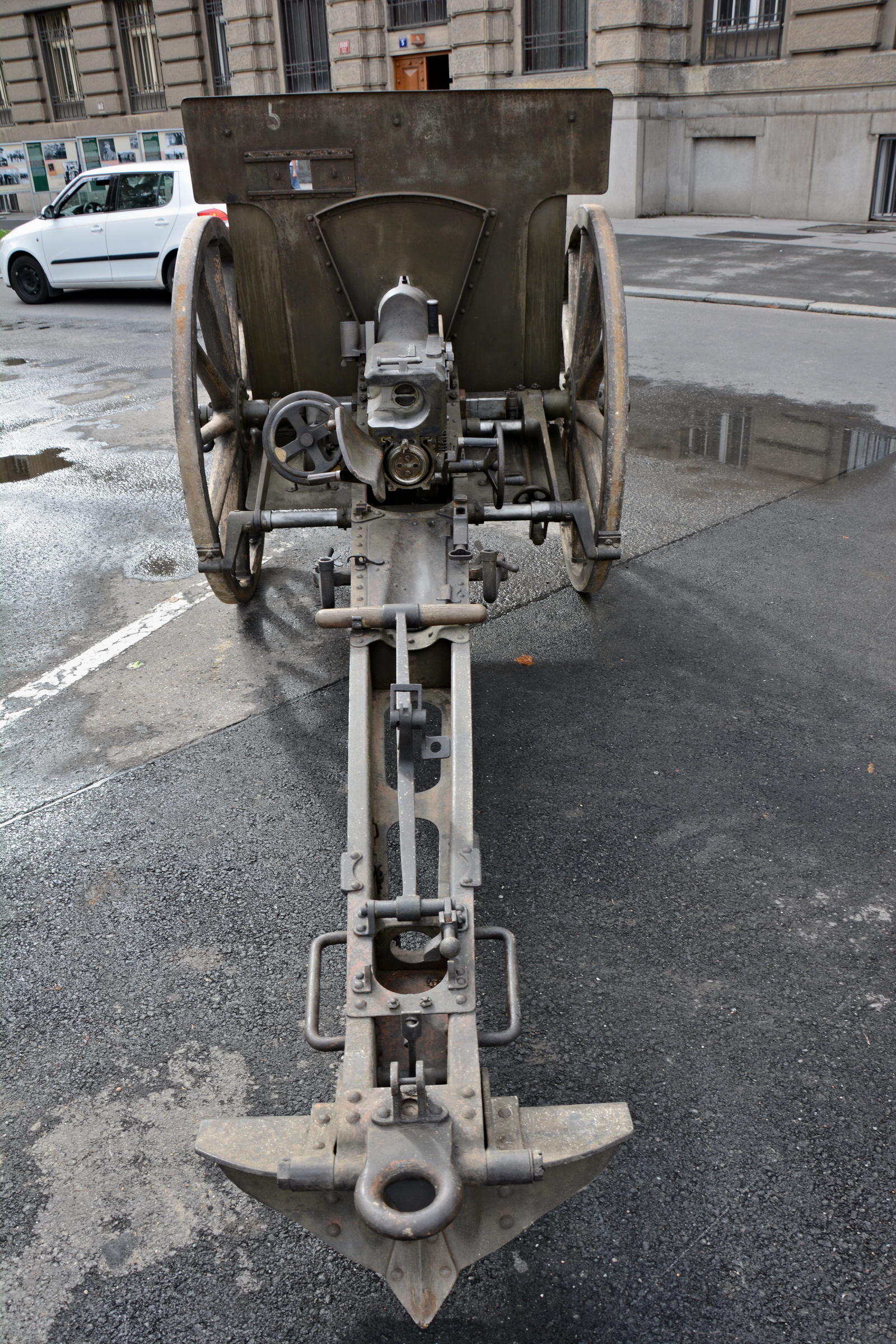
後視照片
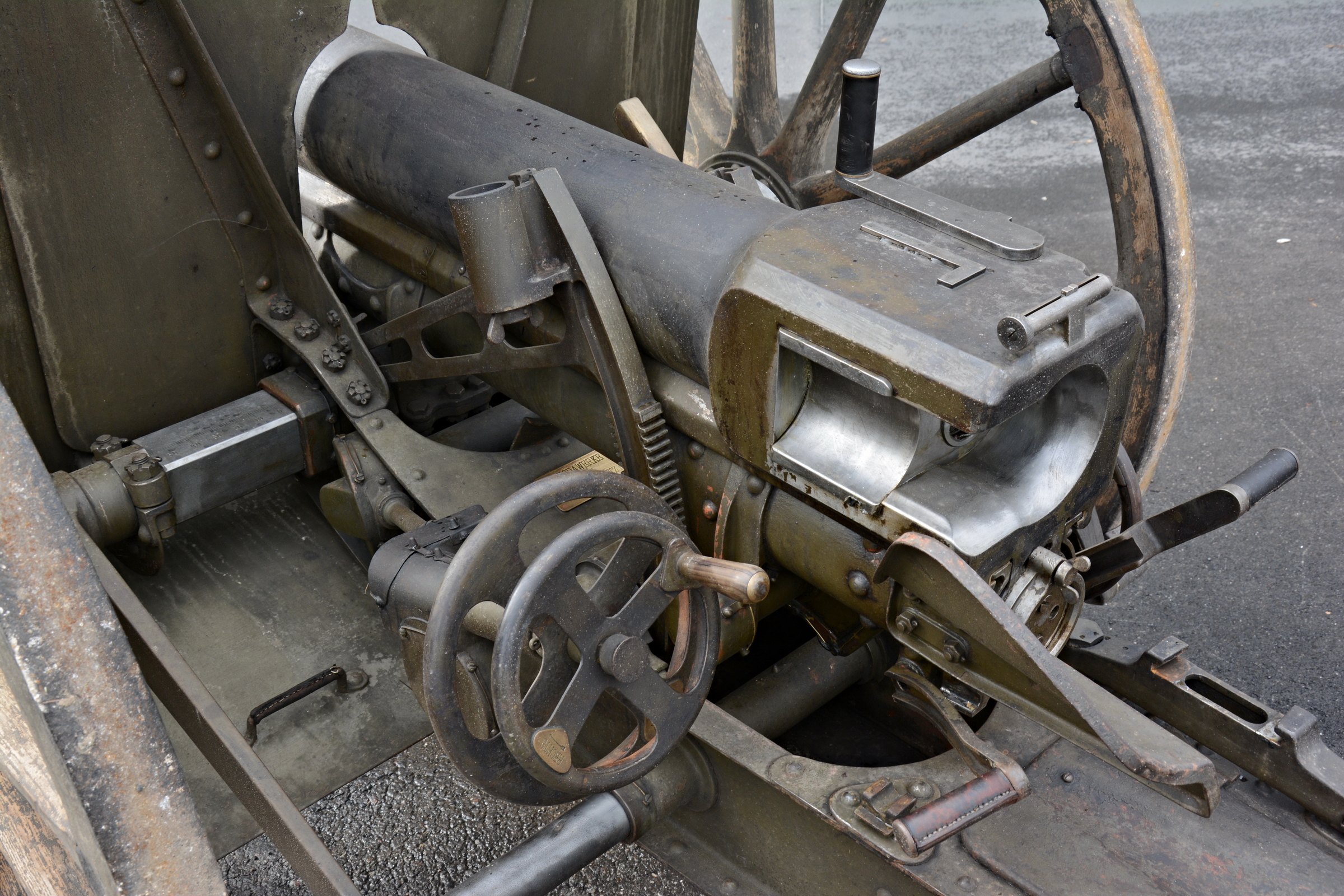
火炮左側照片

## 外部連結
- .   [2024-06-09]. （原始内容存档于2023-09-29）.
- .   [2024-06-09]. （原始内容存档于2024-06-21）.
- .   [2024-06-09]. （原始内容存档于2024-06-09）.